# Эдна (тауншип, Миннесота)
Эдна (англ. Edna) — тауншип в округе Оттер-Тейл, Миннесота, США. На 2000 год его население составило 921 человек.

## География
По данным Бюро переписи населения США площадь тауншипа составляет 89,9 км², из которых 67,8 км² занимает суша, а 22,0 км² — вода (24,52 %).

## Демография
По данным переписи населения 2000 года здесь находились 921 человек, 354 домохозяйства и 281 семья.  Плотность населения —  13,6 чел./км².  На территории тауншипа расположено 743 постройки со средней плотностью 11,0 построек на один квадратный километр. Расовый состав населения: 98,59 % белых, 0,33 % афроамериканцев, 0,33 % коренных американцев и 0,76 % приходится на две или более других рас. Испанцы или латиноамериканцы любой расы составляли 0,76 % от популяции тауншипа.
Из 354 домохозяйств в 29,9 % воспитывались дети до 18 лет, в 70,6 % проживали супружеские пары, в 4,2 % проживали незамужние женщины и в 20,6 % домохозяйств проживали несемейные люди. 18,4 % домохозяйств состояли из одного человека, при том 7,6 % из — одиноких пожилых людей старше 65 лет. Средний размер домохозяйства — 2,59, а семьи — 2,93 человека.
26,3 % населения — младше 18 лет, 3,7 % — в возрасте от 18 до 24 лет, 22,4 % — от 25 до 44, 30,7 % — от 45 до 64, и 16,9 % — старше 65 лет. Средний возраст — 43 года. На каждые 100 женщин приходилось 101,1 мужчин.  На каждые 100 женщин старше 18 приходилось 103,3 мужчин.
Средний годовой доход домохозяйства составлял 40 625 долларов, а средний годовой доход семьи —  43 068 долларов. Средний доход мужчин —  36 042  доллара, в то время как у женщин — 20 694. Доход на душу населения составил 19 847 долларов. За чертой бедности находились 6,1 % семей и 7,2 % всего населения тауншипа, из которых 9,7 % младше 18 и 3,8 % старше 65 лет.